# Johan Pistorius
Johan Pistorius, död 1722, var en dansk grenadjär som avrättades för djävulspakt i Köpenhamn.  Han dömdes i en militärdomstol till att bli avrättad genom halshuggning för satanspakt. Han var därmed formellt den sista person i Danmark som avrättades för häxeri (den sista kvinnan var Anne Palles 1693). 